# Студенка (притока Ушиці)
Студенка — річка в Україні в Ярмолинецькій селищній громаді Хмельницького району Хмельницької області.  Ліва притока річки Ушиці (басейн  Дністра).

## Опис
Довжина річки  10 км, площа басейну водозбору 27,4 км². Формується безіменними струмками та водоймами.

## Розташування
Бере початок на північно-західній околиці села Вербка. Тече переважно на південний захід через село  Вербку-Муровану і впадає в річку Ушицю. У селі Вербка-Мурована на лівому березі річки розташоване кладовище.

## Цікаві факти
- На північно-східній стороні від витоку річки знаходиться рибальський ставок Хутір Соснове.